# Axione
Axione est un opérateur d'infrastructures  de télécommunications qui finance, conçoit, déploie et exploite des solutions très haut débit fixes et mobiles. C’est un acteur de la connectivité qui accompagne le développement des territoires et la transformation des entreprises. Avec la mise en place d’infrastructures de connectivité et des services associés, Axione accompagne les nouveaux usages du numérique en France et à l’international. Axione est détenue par Vauban Infrastructure Partners (Vauban) à hauteur de 49 % aux côtés de Bouygues Énergies & Services (51%). 
Axione est un opérateur présent dans le déploiement et l’exploitation des Réseaux d’Initiative Publique en France. Les Réseaux d’Initiative Publique (« RIP ») consistent pour une collectivité locale (Région, Département ou Communauté de communes) à attribuer une concession sous forme de Délégation de Service Public (« DSP ») à une entreprise privée dont l’objet est le déploiement et/ou l’exploitation d’un réseau de fibre optique principalement en zone rurale. L’opérateur privé finance, déploie et commercialise le réseau auprès des opérateurs nationaux (Orange, SFR, Free et Bouygues Télécom) ou d’opérateurs entreprises en vue de leur permettre de commercialiser leurs offres auprès des particuliers ou entreprises.
La société intervient également dans les réseaux privés pour le compte d'opérateurs commerciaux ou de client grands comptes. Ses clients souhaitent désormais tirer parti de l’infrastructure installée pour développer de nouveaux usages dans l’intérêt des territoires. C’est l’avènement des Réseaux d’Initiative Public de 3ème génération et le développement des programmes de territoires connectés. 
Elle développe également des activités à l'international, notamment au Royaume-Uni et au Gabon, en assurant des missions de service public d’infrastructures numériques, de la conception jusqu’à l’exploitation. Au Royaume-Uni, contrairement au modèle des RIP, les investissements proviennent d’investissements privés et donc du soutien des partenaires financiers d’Axione. 

## Histoire
Axione est fondée en 2003 à l'occasion de la loi pour la confiance dans l'économie numérique (LCEN), notamment pour se présenter comme un opérateur « neutre » pour les réseaux mutualisés, lorsque le déploiement de réseaux parallèles par chaque opérateur grand public n'est pas rentable (cf. monopoles naturels dans les industries de réseaux).
En 2017, Axione est le premier opérateur de réseau d’initiative public à réunir tous les opérateurs commerciaux d’envergure nationale sur les réseaux FTTH qu’elle exploite : Free, Orange, SFR et Bouygues Télécom. En 2018, Axione intervient en zones très denses avec sa filiale CityFast,, un opérateur neutre de service d’accès dédié à la zone très dense. Ce réseau permet aux entreprises et aux particuliers de choisir leur opérateur parmi les 150 opérateurs partenaires d’Axione.
En 2019, l’Oise devient le premier département fibré d’Europe, en 2021 100 % du Réseau d’initiative public du Nord et du Pas-de-Calais est atteint, et en 2022 les départements de la Sarthe et de l'Aisne sont 100 % fibrés,. En 2022, le million d’abonnés FTTH sur les réseaux opérés par Axione est atteint.